# Островица (Бихаћ)
Островица је насељено место у граду Бихаћу, Федерација Босне и Херцеговине, БиХ.

## Географија
Село се налази у Босанској крајини.

## Становништво
| Националност       | 1991.        |
| Муслимани          | 140 (86,41%) |
| Срби               | 22 (13,58%)  |
| Хрвати             | 0            |
| Југословени        | 0            |
| остали и непознато | 0            |
| Укупно             | 162          |